# Orontobates
Orontobates († nach 316 v. Chr.) war Statthalter in Asien während der Zeit der Diadochenkriege.
Nachdem Antigonos Monophthalmos im Spätjahr 316 v. Chr. seinen Erzfeind Eumenes in der Schlacht von Gabiene besiegt hatte, führte er als neuer „Herr Asiens“ eine Neuverteilung der asiatischen Provinzen des Alexanderreichs durch, in der er vor allem ihm nicht genehme Statthalter (Satrapen) gegen eigene Gefolgsmänner austauschte. Der ambitionierte Satrap von Großmedien („unteres Medien“), Peithon, hatte unmittelbar nach Gabiene ein Komplott gegen Antigonos organisiert, scheiterte aber damit und wurde hingerichtet. 
Antigonos setzte darauf den gebürtigen Meder Orontobates zum neuen Satrapen in Großmedien mit dessen Hauptstadt Ekbatana ein. Ihm wurde dabei der Makedone Hippostratos als strategos mit einem Truppenkontingent zur Seite gestellt. Nachdem Antigonos danach Richtung Persepolis weitergezogen war, mussten sich Orontobates und sein strategos gegen Angriffe der Freunde des Peithon erwehren, die plündernd durch Medien zogen.
Danach wird von Orontobates nichts mehr berichtet. Für das Jahr 311 v. Chr. notierte der Historiker Appian (Syriake 55), dass Nikanor Satrap von Medien gewesen sei. Es ist möglich, dass es sich dabei um einen Fehler Appians handelt, denn Nikanor wurde 316 v. Chr. von Antigonos zu seinem strategos der östlichen Satrapien, also zum militärischen Oberbefehlshaber aller Provinzen östlich des Euphrats, mit dem medischen Ekbatana als Hauptquartier ernannt, woraus bei Appian eine Verwechslung des Amtes resultiert sein kann. Eben im Jahr 311 v. Chr. wurde Ekbatana von Seleukos erobert, womit das untere Medien fortan dem Seleukidenreich angehörte.
Orontobates ist nicht mit Orontopates, dem ehemaligen Satrapen von Karien, zu verwechseln.

## Quelle
- Diodor 29, 46, 5–47, 2